# Anton Bernard
Anton Bernard (* 18. April 1989 in Bozen) ist ein ehemaliger italienischer Eishockeyspieler, der über viele Jahre beim HC Bozen in der Serie A1 und der Österreichischen Eishockey-Liga spielte. Sein Bruder Andreas Bernard ist ebenfalls Eishockeyspieler.

## Karriere
Anton Bernard begann seine Karriere als Eishockeyspieler in der Nachwuchsabteilung des SV Kaltern. 2005 wechselte er zu den Starbulls Rosenheim, für deren Junioren er von 2005 bis 2007 in der Deutschen Nachwuchsliga aktiv war. Von 2006 bis 2008 spielte er zudem parallel für die Seniorenmannschaft des Vereins in der Eishockey-Oberliga, der dritten deutschen Spielklasse. Zur Saison 2008/09 kehrte der Flügelspieler in seine Heimatstadt zurück und spielte dort für den HC Bozen in der Serie A1. Mit diesem gewann er auf Anhieb die Coppa Italia und die italienische Meisterschaft. Die folgende Spielzeit verbrachte er in Nordamerika in der Nachwuchsmannschaft Valley Jr. Warriors aus der Eastern Junior Hockey League. Am Ende der Spielzeit wurde er in das All-Star Team der Liga gewählt.
Im Sommer 2010 schloss sich Bernard erneut dem HC Bozen an, mit dem er in der Saison 2011/12 erneut italienischer Meister wurde. Zu Beginn der folgenden Spielzeit gewann er mit seiner Mannschaft zudem die Supercoppa Italiana. 2013 wechselte er mit seinem Klub in die Österreichische Eishockey-Liga, die er gleich im ersten Jahr mit den Südtirolern als erster nicht-österreichischer Klub gewinnen konnte. 
2022 beendete er seine Karriere.

### International
Für Italien nahm Bernard im Juniorenbereich an der U18-Junioren-Weltmeisterschaft der Division II 2006, der U18-Junioren-Weltmeisterschaft der Division I 2007, der U20-Junioren-Weltmeisterschaft der Division II 2008, als er gemeinsam mit Marco Insam Torschützenkönig des Turniers wurde, sowie den U20-Junioren-Weltmeisterschaften der Division I 2007 und 2009, als er zum besten Spieler seiner Mannschaft gewählt wurde, teil.
Im Seniorenbereich stand er im Aufgebot seines Landes bei den Weltmeisterschaften 2012, 2014 und 2017 in der Top-Division sowie 2013, 2015 und 2016 in der Division I. Zudem vertrat er seine Farben bei den Qualifikationsturnieren für die Olympischen Winterspiele in Sotschi 2014 und in Pyeongchang 2018.

## Erfolge und Auszeichnungen
- 2009 Italienischer Meister und Pokalsieger mit dem HC Bozen
- 2010 EJHL All-Star Team
- 2012 Italienischer Meister mit dem HC Bozen
- 2013 Supercoppa Italiana mit dem HC Bozen
- 2014 EBEL-Sieger mit dem HC Bozen
- 2018 EBEL-Sieger mit dem HC Bozen

### International
- 2006 Aufstieg in die Division I bei der U18-Junioren-Weltmeisterschaft der Division II, Gruppe A
- 2008 Aufstieg in die Division I bei der U20-Junioren-Weltmeisterschaft der Division II, Gruppe A
- 2008 Bester Torschütze der U20-Junioren-Weltmeisterschaft der Division II, Gruppe A
- 2013 Aufstieg in die Top-Division bei der Weltmeisterschaft der Division I, Gruppe A
- 2016 Aufstieg in die Top-Division bei der Weltmeisterschaft der Division I, Gruppe A

## Karrierestatistik
(Legende zur Spielerstatistik: Sp oder GP = absolvierte Spiele; T oder G = erzielte Tore; V oder A = erzielte Assists; Pkt oder Pts = erzielte Scorerpunkte; SM oder PIM = erhaltene Strafminuten; +/− = Plus/Minus-Bilanz; PP = erzielte Überzahltore; SH = erzielte Unterzahltore; GW = erzielte Siegtore; 1 Play-downs/Relegation; Kursiv: Statistik nicht vollständig)